# Unité d'Habitation de Marseille

Monumento storico di Francia dal 1995

L'Unité d'Habitation de Marseille, nota anche come Cité Radieuse, è un edificio di Marsiglia progettato dall'architetto svizzero Le Corbusier del tutto analogo agli altri quattro successivamente realizzati a Nantes, a Briey, a Firminy e a Berlino Ovest.
Essa rappresenta una delle realizzazioni pratiche delle teorie ideate dal celebre architetto svizzero circa il nuovo concetto di costruire la città, nonché uno dei punti di arrivo fondamentali del Movimento Moderno nel concepire l'architettura e l'urbanistica. 
Il 12 ottobre 1995 è stato nominato  Monument Historique, nonché Patrimonio UNESCO nel 2016.

## Storia
Nel 1946, in un tragico scenario di devastazione e macerie, le varie nazioni europee sopravvissute alla seconda guerra mondiale avviarono ciascuna grandi progetti di ricostruzione. In Francia il ministro dell'Urbanistica e della Ricostruzione Raoul Dautry interpellò, tra gli altri, il celebre architetto avanguardista Le Corbusier già noto per i suoi progetti e le intuizioni all'avanguardia per i tempi, anticipando molte delle più diffuse concezioni architettoniche contemporanee.
Se molte di queste sue innovative idee progettuali erano sino a quel momento rimaste sulla carta, una prima occasione per realizzarle si concretizzò ufficialmente nell’area di Marsiglia, non lontana dal porto che aveva subìto ingenti danni dovuti ai bombardamenti del recente conflitto. 
Fu così che nel 1947 fu reso noto a Le Corbusier l'incarico ufficiale da parte del ministro Raoul Dautry di realizzare «un nuovo edificio sperimentale nel contesto della ricostruzione postbellica».
Stabilito il luogo consono all'edificazione in boulevard Michelet a Marsiglia, nell'elegante quartiere del Prado, vennero eseguiti più di mille disegni preparatori dagli architetti suoi collaboratori: André Wogenscky, Georges Candilis e Jacques Masson, sotto la tenace supervisione di Le Corbusier, che non si lasciò scoraggiare malgrado le innumerevoli difficoltà che lo ostacolarono, poiché le formalità con le istituzioni si rivelarono tuttavia estenuanti, così come le ininterrotte e immancabili critiche dei detrattori.
Nell'autunno 1952, la costruzione fu ultimata e venne solennemente inaugurata il 14 ottobre, a cinque anni esatti dalla posa della prima pietra, un ritardo dovuto alla discontinuità dei finanziamenti e a lungaggini burocratiche; essa fu rinominata Cité Radieuse per via del suo orientamento che gli consente un'ottima esposizione al sole e, malgrado l'iniziale stroncatura della critica che la soprannominò maison du fadàs, l’Unité d'Habitation ottenne apprezzabili riscontri dalle riviste di settore, divenendo presto ambìta residenza di esponenti del ceto borghese medio-alto, professionisti e intellettuali. 
A partire dalla riuscita realizzazione di questa prima sperimentazione, Le Corbusier fu chiamato a partecipare ad altri progetti di ricostruzione analoghi che portarono alla costruzione di altre tre Unitées d'Habitation simili, seppur talvolta meno articolate e complete allorché inserite prevalentemente nel programma di edilizia popolare convenzionata delle municipalità di Nantes, Briey, Firminy e nel 1957 ne fu realizzata anche una quarta a Berlino Ovest, in occasione dell'Interbau 57.
A oltre quarant'anni dalla sua realizzazione, il 12 ottobre 1995 l'Unité d'Habitation di Marsiglia è stata nominata Monument Historique e, contemporaneamente, avviata la procedura per la candidatura a Patrimonio UNESCO. 
La sera del 9 febbraio 2012 l'edificio ha subìto un incendio sviluppatosi in un appartamento del primo piano ed estesosi fino a quello confinante, danneggiando in parte anche alcuni altri limitrofi. Tuttavia i danni sono stati relativamente contenuti e, malgrado l'evacuazione di tutti i residenti e le circa dodici ore occorse per estinguere le fiamme, non vi sono state vittime e compromissioni irreversibili alla struttura.
Nel 2016, a seguito del ripristino e di un'opera di restauro, l'Unité d'Habitation di Marsiglia è stata dichiarata Patrimonio UNESCO ed è tornata a essere luogo di visita di numerosi turisti, scolaresche e studiosi d'architettura.

## L'architettura

### La sinossi progettuale
Secondo il pensiero di Le Corbusier non esisteva una sostanziale distinzione tra l'urbanistica e l'architettura, discipline che egli tentò di coniugare con demiurgica perizia. La sua attenzione era principalmente rivolta a studiare un sistema di relazioni che, partendo dalla singola unità abitativa intesa come cellula di un insieme, si estendeva all'edificio, al quartiere e all'intero ambiente costruito.
L'Unité d'Habitation di Marsiglia è la magistrale sintesi di questa teoria e racchiude in sé tutti i princìpi architettonici da lui ideati, divenendo la somma delle funzioni prettamente domestiche coniugate a quelle urbanistiche, poiché è stata concepita come una vera e propria «città verticale» caratterizzata da spazi individuali inseriti in un ampio contesto di aree comuni; questo equilibrio fu supportato dall'impiego delle più moderne tecniche progettuali e costruttive già scoperte in precedenza dal Razionalismo e dall'esperienza del Bauhaus, con un largo uso del cemento armato e di materiali innovativi.
L'edificio rappresenta quindi una sorta di contenitore che racchiude in esso uno spazio urbano, trascendendo la funzione meramente abitativa di un semplice condominio e concependo l'edificio come una sorta di «macchina per abitare» per un elevato numero di persone. Secondo i princìpi di Le Corbusier, l'attuazione di questa teoria porterebbe al salto dimensionale tra il singolo edificio e la città, cosicché il primo divenga un sottomultiplo della seconda.
Attraverso un accurato studio delle planimetrie Le Corbusier, con la sua Unité d'Habitation, è riuscito a proporre un modello architettonico in grado di coniugare armoniosamente la vita individuale, familiare e collettiva. Partendo da queste premesse, egli si è posto il problema di gestire con cautela la concrezione abitativa che si viene così a generare. Le Corbusier, come già accennato, ha risolto questa problematica a partire sin dalle planimetrie dei singoli appartamenti. Egli, infatti, ripudiando l'architettura più tradizionale che concepiva gli spazi in maniera scatolare, come una mera giustapposizione di stanze, concepì una sorta di frantumazione dell'unità familiare per generare una disgregazione, approdando a una nuova concezione degli spazi, talvolta aperti e liberi, tanto da stimolare momenti di convivialità, oppure aree discrete e schermate a uso individuale, dove il singolo utente può isolarsi in maniera appartata.
Partendo da questo fondamentale concetto antropologico Le Corbusier integrò gli appartamenti, di per sé ben isolati come si è visto, inserendoli in un contesto collettivo alla luce di un'equilibrata riconciliazione tra famiglia e società; per coniugare al meglio questi due ambiti sociali e concretizzare il concetto di città verticale egli ha previsto, oltre ai singoli appartamenti, una ricca dotazione di servizi extraresidenziali essenziali come asilo, palestra, supermercato, ufficio postale e aree ricreative a diretto beneficio di tutti gli abitanti.

Lo schema tridimensionale delle singole unità abitative duplex

### Esterno
L’edificio ospita circa 1.600 persone, si estende su un'area di circa 3.500 metri quadrati e misura 137 metri di lunghezza per 24 metri di larghezza e 56 di altezza. Posta al centro di un'area verde, la struttura è orientata est-ovest per godere della migliore esposizione al sole e si sviluppa su diciotto piani; osservando il basamento si può notare uno dei primi Cinque Punti dell'opera di Le Corbusier, ovvero l'adozione dei grandi e massicci pilotis rastremati di forma troncoconica che, sorreggendo tutto il corpo di fabbrica, sostituiscono i setti portanti perimetrali. Inoltre, la loro funzione strutturale separa volutamente l'edificio dal suolo eliminando definitivamente la presenza di abitazioni penalizzate dall'oscurità e dall'umidità derivanti dalla collocazione a piano terra.
L'arretramento degli stessi pilotis rispetto al filo dei solai consente, inoltre, lo sviluppo degli altri elementi compresi nei Cinque Punti, ovvero la «facciata libera» che conta l'impiego di ampie finestrature «a nastro» lungo i principali prospetti perimetrali a tutto vantaggio di un ottimale livello di illuminazione interna, uno degli aspetti fondamentali dell'opera di Le Corbusier. Al contrario del prospetto minore sinistro, che è completamente cieco e uniforme, i prospetti principali delle altre tre facciate sono scanditi dai ripetuti moduli rettangolari dei terrazzi degli appartamenti, caratterizzati ciascuno dalla presenza di un colore differente al proprio interno in netto contrasto con l'uniformità cromatica del cemento armato grezzo che caratterizza l'intera struttura, ovvero «un parallelepipedo imponente che, rinnegando il gusto della superficie levigata, esalta il béton brut, il cemento roccioso colato in casseforme di legno grezzo, la materia scabra su cui è impressa la sigla del Modulor», ricorda il critico Bruno Zevi.

### Interno
L’Unité d'Habitation di Marsiglia ospita volutamente anche aree dedicate a servizi solitamente dislocati nel contesto urbano circostante, creando una commistione di spazi comuni, zone commerciali e aree residenziali che rappresenta il valore aggiunto distintivo dell'opera, altresì organizzata con grande razionalità, pur senza tralasciare la funzionalità. 
Al settimo e ottavo piano dell’edificio un ampio corridoio vetrato percorre longitudinalmente la struttura come una sorta di strada che consente l'accesso ai principali servizi utili alla collettività: una lavanderia, un supermercato, un centro benessere, un albergo con ventuno camere, una biblioteca, aree ricreative e poi alcuni negozi, una caffetteria, un ristorante, una sala cinema, svariati studi professionali e l'ufficio direttivo del syndic, ovvero l'amministratore dell'immobile. 
A differenza della superficie esterna, gli interni dell'edificio sono caratterizzati dalla presenza del colore pressoché ovunque, utilizzato quale elemento di arredo. Al di sopra e al di sotto della porzione centrale dedicata ai servizi vi è la parte prettamente residenziale dell'edificio, composta da una successione di 337 appartamenti di varie metrature disposti trasversalmente rispetto allo sviluppo longitudinale dell'edificio e originariamente dotati un apposito sistema di interfono gratuito a uso dei residenti.
Uno degli aspetti più rivoluzionari dell’Unité d'Habitation fu l'innovativa concezione della singola cellula abitativa, non più contraddistinta dal contesto sociale di chi la abita. Analizzando la planimetria degli appartamenti è interessante notare come Le Corbusier abbia concepito delle unità abitative tutte uguali e di dimensioni medio-grandi, quasi fossero oggetti da assemblare in serie; ciascuna di esse è del tipo duplex, ovvero disposta su due livelli diversi collegati da una scala interna. Gli appartamenti sono tutti identici ma speculari e con una volumetria a "L" rovesciata, dalla cui sovrapposizione si ottengono i vani centrali che costituiscono gli ampi corridoi che ogni due piani percorrono l'intero edificio e su cui vi sono gli ingressi di ciascun appartamento; secondo la logica progettuale di Le Corbusier questi corridoi, caratterizzati da colori vivaci, rappresentano le "strade" del complesso residenziale.
L'architetto concepì questi spazi abitativi applicando il proprio sistema denominato Modulor, ovvero «una gamma di misure armoniose per soddisfare la dimensione umana, applicabile universalmente all'architettura e alle cose meccaniche».
Una rappresentazione del Modulor è raffigurata su una parete dei locali presenti sul tetto dell'edificio, che rappresenta l'ennesima innovazione del progetto. Il tetto abitabile, noto anche come «tetto giardino», è infatti uno dei celebri Cinque Punti dell'opera di Le Corbusier. Analogamente a quanto accade 
negli odierni grattacieli, grazie all'impiego del calcestruzzo armato, esso è stato concepito come un vasto giardino pensile adibito a funzioni complementari o ricreative utili alla collettività. Esso ospita infatti svariati locali a uso comune come una piccola piscina, l'asilo, aree ludiche per l'infanzia, un solarium, un ristorante, un tennis club, un auditorium all'aperto e un percorso ginnico di circa trecento metri per l'attività sportiva; in origine tra i locali presenti sul tetto vi era anche una palestra ma dal 2013 gli ambienti ospitano una galleria d'arte contemporanea.